# Asociación de Traineras de Mujeres
La Asociación de Traineras de Mujeres (ETE por sus siglas en euskera Emakumeen Traineru Elkartea) fue una organización deportiva nacida el 1 de abril de 2018 a iniciativa de varios clubes de remo de Cantabria y País Vasco para fomentar el deporte femenino del remo en banco fijo con gran arraigo en la Cornisa Cantábrica. Incluía clubes de traineras desde la región francesa de Aquitania hasta Cantabria.
Dicha asociación se encargó de organizar la Liga ETE que reunía a los clubes de remo de su ámbito territorial que no estaban encuadrados en la Liga ACT femenina. Tanto la Liga ETE como la Liga LGT femenina, que son independientes entre sí, se consideran como la Segunda División de las traineras en tanto que la Liga ACT femenina se corresponde con la Primera División.
Mantuvo acuerdos de colaboración con las otras asociaciones de remo de la Cornisa Cantábrica en modalidad masculina Asociación de Clubes de Traineras y Asociación de Remo del Cantábrico (ARC), hasta que en el año 2021 se incorporó a la ARC según acuerdo en la sesión extraordinaria de 31 de mayo, aunque mantiene su identidad en la organización de la competición femenina de traineras.
Desde su creación hasta la integración en la ARC, la presidencia de la asociación fue desempeñada por Maika Tameron.